# Élections constituantes de 1945 dans l'Oise
Les élections constituantes françaises de 1945 se déroulent le 21 octobre.

## Mode de scrutin
Les députés sont élus selon le système de représentation proportionnelle suivant la règle de la plus forte moyenne dans le département, sans panachage ni vote préférentiel. Il y a 586 sièges à pourvoir.
Dans le département de l'Oise, cinq députés sont à élire.

## Élus
Les cinq députés élus sont : 
| Identité          | Parti | Parti |
| ----------------- | ----- | ----- |
| André Mercier     |       | PCF   |
| Jeanne Léveillé   |       | PCF   |
| Jean Biondi       |       | SFIO  |
| Jean Legendre     |       | PRL   |
| Eugène Delahoutre |       | MRP   |

## Résultats

### Résultats à l'échelle du département
| Parti          | Parti                                            | Tête de liste     | Résultats | Résultats | Sièges | Sièges |
| Parti          | Parti                                            | Tête de liste     | Voix      | %         |        |        |
| -------------- | ------------------------------------------------ | ----------------- | --------- | --------- | ------ | ------ |
|                | Parti communiste français                        | André Mercier     | 57 290    | 30,56     | 2      |        |
|                | Section française de l'Internationale ouvrière   | Jean Biondi       | 47 504    | 25,34     | 1      |        |
|                | Parti républicain de la liberté                  | Jean Legendre     | 38 699    | 20,64     | 1      |        |
|                | Mouvement républicain populaire                  | Eugène Delahoutre | 28 549    | 15,23     | 1      |        |
|                | Parti républicain, radical et radical-socialiste | Armand Dupuis     | 12 305    | 6,56      | -      |        |
|                | Parti paysan d'union sociale                     | Benoit Rambaud    | 3 127     | 1,67      | -      |        |
|                |                                                  |                   |           |           |        |        |
| Inscrits       | Inscrits                                         | Inscrits          | 228 443   |           | 5      |        |
| Votants        | Votants                                          | Votants           | 193 887   | 84,87     |        |        |
| Blancs et nuls | Blancs et nuls                                   | Blancs et nuls    | 6 418     | 3,31      |        |        |
| Exprimés       | Exprimés                                         | Exprimés          | 187 474   | 96,69     |        |        |